# Lennahoaivi
Lennahoaivi är en kulle i Finland.   Den ligger i den ekonomiska regionen Norra Lappland och landskapet Lappland, i den norra delen av landet, 1 000 km norr om huvudstaden Helsingfors. Toppen på Lennahoaivi är 380 meter över havet.
Terrängen runt Lennahoaivi är platt.  Trakten runt Lennahoaivi är nära nog obefolkad, med mindre än två invånare per kvadratkilometer. Det finns inga samhällen i närheten. Omgivningarna runt Lennahoaivi är i huvudsak ett öppet busklandskap.